# Ruta Estatal de California 116
La Ruta Estatal de California 116, y abreviada SR 116 (en inglés: California State Route 116) es una carretera estatal estadounidense ubicada en el estado de California. La carretera inicia en el Oeste desde la SR 1     en Jenner hacia el Este en la SR 121     en Sonoma. La carretera tiene una longitud de 74,8 km (46.500 mi).

## Mantenimiento
Al igual que las autopistas interestatales, y las rutas federales y el resto de carreteras estatales, la Ruta Estatal de California 116 es administrada y mantenida por el Departamento de Transporte de California por sus siglas en inglés Caltrans.

## Cruces
La Ruta Estatal de California 116 es atravesada principalmente por la  SR 12  US 101   en Sebastopol y Petaluma.
| Localidad | Miliario                             | Salida | Destinos                                                                    | Notas                                             |
| --- | ------------------------------------ | ------ | --------------------------------------------------------------------------- | ------------------------------------------------- |
| | 0.00                                 |        | SR 1 – Bodega Bay, Jenner, Fort Bragg                                       |                                                   |
| Guerneville |                                      |        | River Road – Rio Nido                                                       |                                                   |
| | 21.80                                |        | Guerneville Road – Santa Rosa                                               |                                                   |
| Sebastopol | R26.73-R26.82                        |        | SR 12 este (Sebastopol Avenue, Bodega Avenue) – Santa Rosa                  |                                                   |
| Cotati | 35.03 12.69                          |        | US 101 norte (Redwood Highway) / Gravenstein Highway – Eureka               | Interchange; extremo Oeste de la Autopista US 101 |
| Cotati | Extremo oeste de la Autopista US 101 |        |                                                                             |                                                   |
| Cotati | 12.00                                | 481A   | West Sierra Avenue – Cotati                                                 |                                                   |
| | 10.67                                | 479    | Railroad Avenue                                                             |                                                   |
| Petaluma | 5.76                                 | 476    | Old Redwood Highway, Petaluma Boulevard North (US 101 Bus. sur) – Penngrove |                                                   |
| Petaluma | 4.76                                 | 474    | East Washington Street – Central Petaluma                                   |                                                   |
| Petaluma | Extremo este de la Autopista US 101  |        |                                                                             |                                                   |
| Petaluma | 3.58 35.04                           |        | US 101 sur (Redwood Highway) / Lakeville Street – San Francisco             | Interchange; east end of US 101 overlap           |
| | 39.27                                |        | Lakeville Road – Lakeville, Vallejo                                         |                                                   |
| | 44.84                                |        | Arnold Drive – Sonoma                                                       |                                                   |
| | 46.75                                |        | SR 121 / Bonneau Road – San Francisco, Napa                                 |                                                   |
| 1.000 mi = 1.609 km; 1.000 km = 0.621 mi Cerrada/Antigua • Terminal concurrente • Acceso incompleto • Propuesta/Sin abrir |                                      |        |                                                                             |                                                   |

1. 1 2 3 4 5 6  Indica que el miliario representa la longitud de la US 101 y no la de la SR 116.